# Cardepia lutea
Cardepia lutea là một loài bướm đêm trong họ Noctuidae.